# Encuentro Nacional de Juegos de Mesa

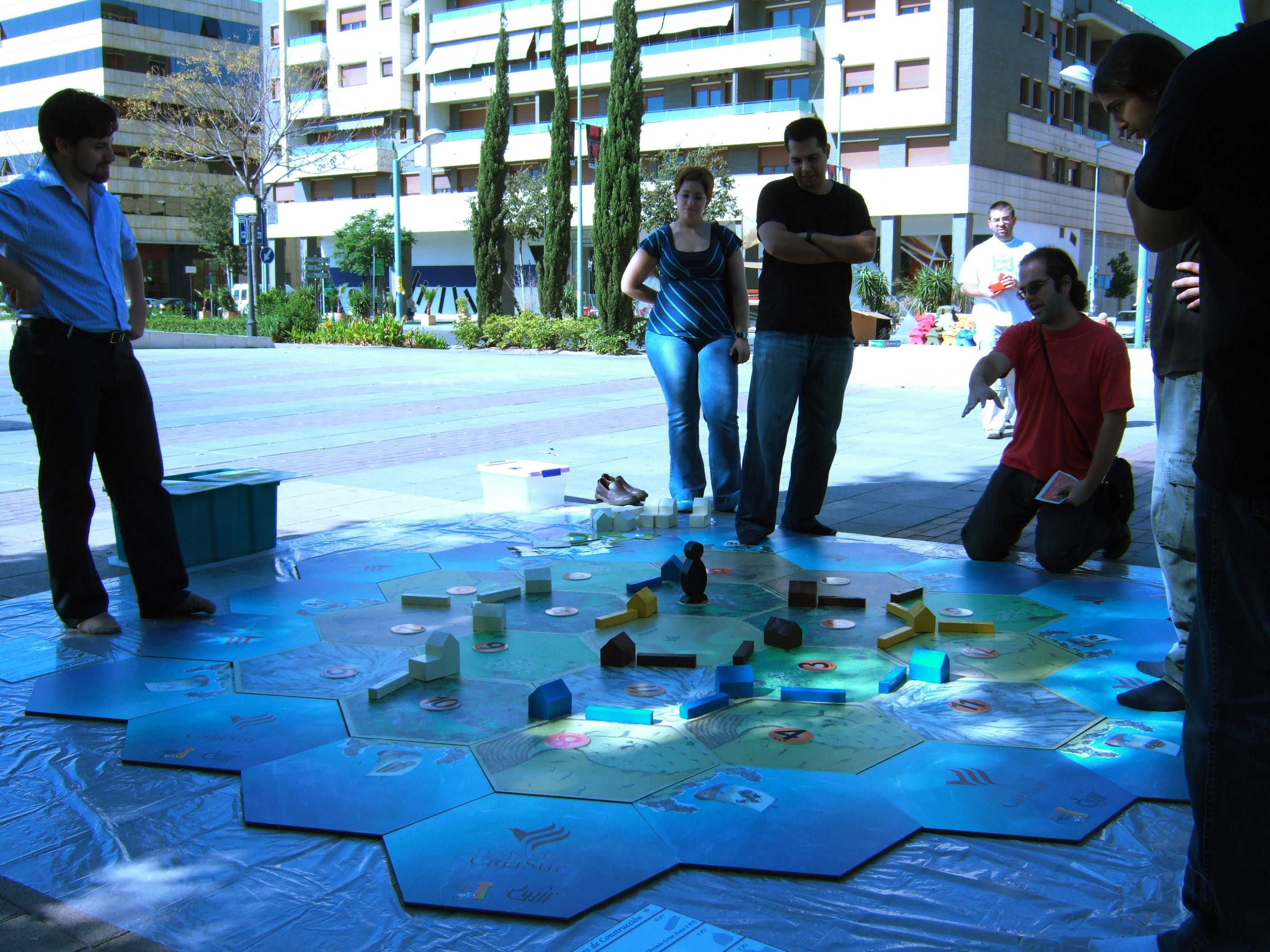
Los Colonos de Catán gigante, en el II Encuentro Nacional de Juegos de Mesa Córdoba - 2006.

El Encuentro Nacional de Juegos de Mesa es un evento que se celebra anualmente desde 2005 en alguna ciudad de España, y que reúne a los aficionados, asociaciones y expertos en juegos de mesa de todo el territorio nacional español. No posee fecha fija, pero por costumbre suele celebrarse entre mediados y finales de diciembre, para poder aprovechar las fiestas navideñas.
Es costumbre durante el encuentro el realizar diversas competiciones, mostrar las novedades del sector y, mediante los votos de un jurado y/o de los asistentes al evento, otorgar el galardón «Juego del año en España».
La edad de los participantes varía desde los 10 hasta los 60 años, aunque la media ronda en torno a los 25 años.

## Ediciones

### Primer Encuentro Nacional
El Encuentro Nacional de Juegos de Mesa fue creado en 2005 dentro de la conmemoración del V Aniversario de la Asociación Cultural Círculo de Isengard en colaboración con Diasdejuego.com.
La primera edición del Encuentro Nacional se realizó dentro del evento FrikiGordo, celebrado todas las Navidades en la Madrileña ciudad de Alcalá de Henares. Para ello se habilitó el hall de la Facultad de Medicina de la UAH con más de 20 mesas y una gran colección de juegos de mesa, que preparó y dirigió la asociación Círculo de Isengard.
Al evento asistieron más de 150 participantes, que sumados a los eventos de Magic: el encuentro y de Warhammer, superan la cifra de 800 asistentes durante todo el FrikyGordo.
Se crea la JdA, para entregar el premio al mejor juego de año en España (JdA). El ganador de 2005 fue Aventureros al tren (Ticket to Ride) de Alan R. Moon, traducido por Darío Aguilar Pereira y publicado en 2007 por Edge Entertainment.

### Segundo Encuentro Nacional
La JdA decide realizar el 2.º Encuentro en Córdoba junto a la recién creada asociación Jugamos Tod@s.
El encuentro se encaja con independencia propia dentro de otras jornadas lúdicas SUROL.
Como principal aliciente para este segundo Encuentro destacan los torneos (Danza del Huevo, Squad-7, Kniziathón...), la gran cantidad de juegos gigantes situados por las calles de Córdoba, la presentación de novedades como Fuga de Colditz o Shogun, y la presencia de autores de juegos invitados como Oriol Comas y Roberto Fraga.
Esta vez el galardón JdA 2006 recayó en Exploradores, un juego de Reiner Knizia publicado por Devir.

### Tercer Encuentro Nacional
Para la tercera edición la JdA junto a Ayudar Jugando han realizado el 3.er encuentro en Barcelona.
Esta vez el galardón JdA 2007 recayó en Pilares de la Tierra de Michael Rieneck y stefan Stadler, publicado por Devir Iberia.

### Cuarto Encuentro Nacional
La cuarta edición del Encuentro se celebró dentro del programa de actividades de las III Jornadas 'Minas Tirith', organizadas por las asociaciones juveniles de Santander Ciudad Blanca, Túnicas Arcanas y por el Grupo HAL, durante los días 14, 15 y 16 de noviembre de 2008 en la capital cántabra. El evento congregó cerca de 700 personas en la sala Bahía del Palacio de Exposiciones de Santander y contó con el patrocinio del Ayuntamiento de Santander y del Gobierno de Cantabria. Contó con la presencia de varias editoriales (Mercurio, Homolúdicus o Gen X Games entre otras) y con la colaboración de otras empresas del sector, tanto regionales como a nivel nacional.
Durante las jornadas se realizaron demostraciones, torneos y se tuvo acceso a una extensa colección de juegos de las entidades organizadoras y colaboradoras. Varias actividades de 'ocio alternativo' complementaron el evento, dentro de la programación habitual de las jornadas 'Minas Tirith'
Esta vez el galardón JdA 2008 recayó en Agricola, un juego de Uwe Rosenberg publicado por Homoludicus.

### Quinto Encuentro Nacional
La quinta edición del Encuentro Nacional se realizó en Amorebieta dentro de las jornadas Amaigabeko Lurraldea a principios de noviembre de 2009.
Es la primera vez que en un Encuentro Nacional no se falla el premio JdA, el premiado ya se anunció en el Festival Internacional de Juegos de Córdoba, que en la edición 2009 fue concedido al juego de cartas Dixit de Jean-Louis roubira, distribuido por la editorial Morapiaf.

### Sexto Encuentro Nacional
La sexta edición del Encuentro Nacional se realizó en Huelva gracias a la colaboración de la asociación cultural Mentes Hexagonadas, a principios de noviembre de 2010.
En esta edición se han presentado al público algunos juegos que aún no han llegado a España, como el "4 Monos", además se ha contado con la presencia de algunas editoriales que han participado en el evento presentando sus juegos, entre ellas, Mercurio, Edge, Homoludicus, Bellica Third Generation y otros. La colaboración de distintas asociaciones de juegos de mesa de Andalucía y cercanías ha hecho posible el buen término de este encuentro.
El premio JdA ha estado muy presente en esta edición aunque el fallo del premio se anunció en el Festival Internacional de Juegos de Córdoba. Este año el galardonado fue Fauna de Friedemann Friese, distribuido por la editorial Homoludicus.

### Séptimo Encuentro Nacional
La séptima edición se celebró en Granollers de la mano de la tienda de juegos de mesa Homoludicus y al Ayuntamiento de esta localidad, del 25 al 27 de noviembre de 2011.

### Octavo Encuentro Nacional
La octava edición se celebró en Cuart de Poblet (Valencia), organizada por el grupo JocsQuart de la Casa de Juventud L'Amagatall

## Otros Encuentros de Juegos de Mesa

### Dentro de España
Existen multitud de encuentros de juegos de mesa por el territorio nacional. La mayoría de ellos están englobados junto a otras actividades lúdicas, como rol, Magic, Warhammer y otro tipo de actividades lúdicas.
Algunas de las más importantes son:
- CLN (Convivencias Lúdicas Nacionales): En la Edición 2007 realizada en Alcalá de Henares se le dio un gran impulso a los juegos de mesa.

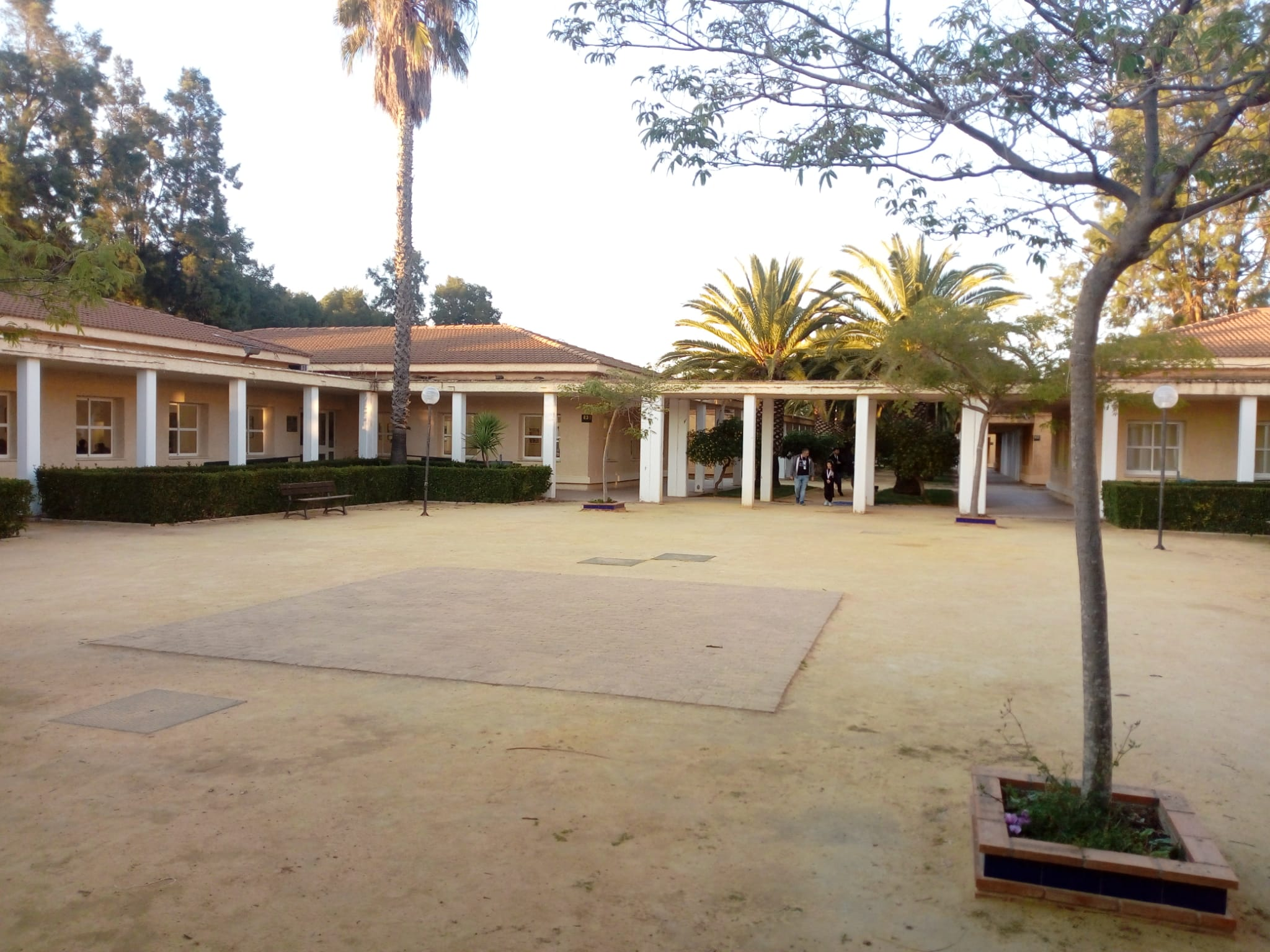
CEULAJ en Mollina, sede de las jornadas TDN

- CEULAJ en Mollina, sede de las jornadas TDNTDN (Jornadas Tierra de Nadie): Su principal aliciente es la comodidad, ya que ofertan alojamiento de alta calidad. Se celebran en Mollina (Málaga) y en 2024 celebraron su edición n.º XX
- Ayudar Jugando: Celebradas en Barcelona, tienen como objetivo recaudar donativos para los más desfavorecidos.
- Frikigordo: Todas las navidades se celebran en el campus de la Universidad de Alcalá de Henares.
- Ludomanía: Celebradas en Torrejón de Ardoz.
- Jornadas Minas Tirith: Celebradas anualmente en Santander, Cantabria, tradicionalmente durante las primeras semanas de diciembre. Cuentan con una de las ludotecas más grandes del norte de España, que ponen a disposición de los participantes. En su edición de 2011 superaron por primera vez el millar de visitantes únicos.
- Homínidos: Celebradas en Granollers y organizadas por la editorial HomoLudicus en septiembre. De una duración de 3 días y se realizan en un hotel.
- Festival Internacional de Juegos de Córdoba: Celebrado en Córdoba desde 2006, es el mayor evento de juegos de mesa de España con miles de personas participantes. Colaboran editoriales y tiendas españolas, así como empresas internacionales del sector. Cuenta cada año con algún importante autor de juegos invitado, alrededor de los culaes se organizan actividades especiales. Es un Festival abierto al público.
- Jornadas Solidarias Ludo Ergo Sum: evento anual que se celebra desde 2008 en la Comunidad de Madrid durante la segunda quincena de septiembre. Recauda fondos para la ONG Por un pasito más, que realiza proyectos educativos y de desarrollo en El Salvador. https://www.ludoergosum.org/ Organizadas en un principio por Asociación Ars Ludica, Asociación Cofradía del Dragón, Asociación Místicos de Arkat, Asociación Ocaso del Mundo y Asociación Rolatividad. La última edición ha será organizada por la asociación Ludo Ergo Sum.

### Fuera de España
Los juegos de mesa modernos tienen su epicentro en Alemania, el país con más productores de este tipo de entretenimiento.
La feria abierta al público más importante a nivel mundial de juegos de mesa se realiza en la ciudad alemana de Essen. La feria más relevante desde el punto de vista comercial se organiza en Núremberg.
Hay otros festivales destacables con juegos de mesa en Cannes (Francia), Eindhoven (Holanda), Lucca (Italia) etc.
En Argentina se organiza todos los años un Encuentro Nacional de Juegos de Mesa, de carácter federal.